# San Bartolomé (Álava)
San Bartolomé es un despoblado que actualmente forma parte del concejo de Gamarra Mayor, que está situado en el municipio de Vitoria, en la provincia de Álava, País Vasco (España).

## Historia
Documentado desde antiguo, se desconoce cuándo se despobló.